# Guta Stresser
Maria Augusta Labatut "Guta" Stresser (Curitiba, 28 de setembro de 1972) é uma atriz, diretora e escritora brasileira. Conhecida por suas performances nas mais variadas áreas do entretenimento, ela é ganhadora de vários prêmios, incluindo um Prêmio Guarani, além de ter recebido indicações para um Prêmio ACIE, um Prêmio Qualidade Brasil e três Prêmios Shell.
Guta começou a sua carreira ainda criança e atuou em peças como O Vampiro e a Polaquinha, Mais Perto e Rita Formiga, sendo indicada três vezes ao maior prêmio do teatro nacional, o Prêmio Shell. Mas foi em 2001, com sua atuação no seriado A Grande Família, que ela alcançou maior reconhecimento em sua carreira. Com sua personagem Bebel, ela ganhou sucesso de público e crítica, permanecendo no ar por 14 anos, e faturou indicação ao Prêmio Qualidade Brasil de melhor atriz em série de comédia. Ela também é escritora e em 2010 lançou seu primeiro livro, chamado Meu Pequeno Coxa-Branca.
Nos cinemas, Stresser ganhou notoriedade por sua atuação dramática como a protagonista Nina no filme Nina (2004). Por seu desempenho, ela se saiu vitoriosa como Melhor Atriz no Prêmio Guarani de Cinema e ainda recebeu a indicação de Melhor Atriz no Prêmio ACIE de Cinema. Também recebeu elogios por sua atuação no filme Tudo Que Deus Criou (2015) e Antes que Eu me Esqueça (2018), pelo qual ela venceu o prêmio de melhor atriz no Festival de Cinema de Jaipur.

## Carreira
De origem étnica plural e diversa, Guta iniciou sua carreira nos palcos de Curitiba quando ainda tinha 13 anos de idade. Desde cedo chamou atenção por sua força de interpretação. Atuou no espetáculo O Vampiro e a Polaquinha, de autoria de Dalton Trevisan e direção de Ademar Guerra, interpretando Polaquinha. O espetáculo foi um sucesso de público e crítica, sendo que ele foi o maior sucesso da história do teatro paranaense. Por esse trabalho, ela recebeu sua primeira indicação a um prêmio, o Troféu Gralha Azul de melhor atriz revelação. Foi dirigida por Hector Babenco na peça Mais Perto, de Patrick Marber, onde ela deu vida a Alice, e por Camila Amado em Primeira Chuva no Deserto, de Ana Paula Pedro.
Em 1997, já estabelecida no Rio de Janeiro, protagonizou o espetáculo O Casamento, de autoria de Nelson Rodrigues, e direção de Antonio Abujamra e João Fonseca. A peça teve uma excelente repercussão e Guta recebeu aclamação da crítica, sendo indicada ao Prêmio Shell de Melhor Atriz. No espetáculo, ela deu vida a protagonista Glorinha. Em 2012, mais de dez anos depois da estreia, a peça voltou a ser montada e a atriz reprisou novamente sua personagem. Em 1999 atuou como Beth e Sheron no espetáculo Tudo no Timing, pelo qual garantiu sua segunda indicação ao Prêmio Shell.
Após alcançar sucesso nos palcos, em 2001 Guta recebeu o papel de Bebel no seriado de televisão A Grande Família, da TV Globo, contracenando com os consagrados atores Marieta Severo e Marco Nanini, os quais interpretaram seus pais, além de Rogério Cardoso, Lúcio Mauro Filho, Pedro Cardoso e Andrea Beltrão. A série foi um sucesso de audiência e permaneceu no ar durante 14 anos. Ao longo das 14 temporadas, ela ganhou grande reconhecimento do público e esse se tornou o maior trabalho de sua carreira. Ela recebeu indicação a um Prêmio Contigo! de melhor atriz revelação, em 2002, e um Prêmio Qualidade Brasil de melhor atriz em série de comédia, em 2010, por esse trabalho. Ela continuou realizando outros trabalhos intercalando com a série.
Também em 2001 estreou nos cinemas realizando uma pequena participação no filme de ação Bellini e a Esfinge, dirigido por Roberto Santucci, e na comédia A Partilha, um sucesso de bilheteria dirigido por Daniel Filho, onde ela interpretou a homossexual Célia, par romântico de Paloma Duarte no filme. Antes de estrear nos longas-metragens, ela já havia rodado dois curtas-metragens, ainda em Curitiba o filme Bar Babel, de Antônio Augusto Freitas, e já no Rio de Janeiro o filme O Esôfago da Mesopotãnia, de  Isaac Cheke Em 2004, substituiu Luana Piovani interpretando Lia na peça Mais Uma Vez Amor, onde ela protagonizou ao lado de Marcos Palmeira. A peça foi um sucesso e ficou em cartaz em várias cidades do país e ela foi indicada novamente ao Prêmio Shell. No mesmo ano, ela atuou em um pequeno papel no filme Redentor, de Cláudio Torres.
Ainda 2004, ganhou maior reconhecimento nos cinemas interpretando a jovem pobre e sensível Nina no filme Nina, dirigido por Heitor Dhalia. O diretor a conheceu quando ela encenava na peça Mais Perto e ficou fascinado por sua atuação, despertando interesse do mesmo em gravar um filme com ela. Ele então a convidou para protagonizar o filme ao lado da atriz Myriam Muniz. O filme percorreu diversos festivais pelo mundo, incluindo nas cidades de Moscou e Lima, e Guta recebeu elogios da crítica por sua performance dramática. Anteriormente ela havia ficado conhecida pelo grande público por sua atuação cômica como Bebel. Por esse trabalho, ela venceu o maior prêmio da crítica de cinema brasileiro, o Prêmio Guarani de Melhor Atriz, e ainda recebeu uma indicação ao Prêmio ACIE, promovido pela Associação de Correspondentes de Imprensa Estrangeira no Brasil.
Em 2005 atuou e produziu o espetáculo Rita Formiga, escrito por Maria Gladys e Domingos de Oliveira, o qual também dirige a peça. Em 2007 voltou aos cinemas em A Grande Família: O Filme, derivado da série de televisão homônima, e em 2008 atuou no filme Vingança. Em 2010, Guta se lançou como escritora, tendo publicado seu primeiro livro, direcionado ao público infanto-juvenil, Meu pequeno Coxa-branca, livro que fala sobre um garoto carioca que se tornou torcedor do time paranaense.
Em 2013, Stresser estreou como diretora no teatro com a peça Medea en Promenade, que tem texto assinado por Clara Góes. Inicialmente ela estava no projeto como atriz, mas foi convidada pela idealizadora da peça, Ana Bugarim, para assumir o cargo de direção. Anteriormente, Guta havia dirigido videoclipes musicais da banda de seu marido. Pela direção do videoclipe "Eu Que Não Estou Mais Aqui", ela recebeu uma indicação ao Video Music Brasil Awards, em 2009. Em 2014, a atriz gravou a última temporada de A Grande Família. Com o fim do seriado, Guta passou a se dedicar mais ao teatro. No mesmo ano montou o espetáculo musical O Médico Que Tinha Letra Bonita, criado por André Carioca Paixão, onde ela voltou ao cargo de direção. Em 2015, interpretou sua primeira personagem na televisão depois do sucesso como Bebel, na minissérie Amorteamo como Cândida.
Estrelou o drama Tudo Que Deus Criou, dirigido por André da Costa Pinto e lançado em 2015. Interpretando Ângela, ela recebeu elogios da crítica. O filme é baseado em fatos reais e foi gravado em Campina Grande, na Paraíba. Diferente do que ficou conhecida na televisão, ela voltou a ganhar reconhecimento por uma performance dramática, se destacando por sua versatildade. Foi escalada para o elenco do seriado Mister Brau, da TV Globo, para interpretar a gótica Maria Augusta. Ela permaneceu com participações recorrentes durante a primeira e a segunda temporada do programa, deixando o elenco da série em 2016.  Em 2017, entra em cartaz no teatro com a peça Ela é Meu Marido, ao lado de Bia Guedes, contando a história de duas amigas que deixam de lado as decepções amorosas com homens para viverem um romance, e também volta a atuar no cinema na comédia Ninguém Entra, Ninguém Sai.
Em 2018, Guta dirigiu o monólogo Eu Só Queria Que Você Não Olhasse Pro Lado, escrito por Herton Gustavo Gratto e protagonizado pela atriz Rose Abdallah. Também em 2018 interpretou Rosália da Paz, mãe da protagonista da novela Malhação: Vidas Brasileiras. No filme Antes que Eu me Esqueça (2018), ela interpretou a prostituta Joelma, a qual era dona de um bordel. Por sua interpretação, ela recebeu o prêmio de melhor atriz no Festival Internacional de Cinema de Jaipur, realizado na Índia.
Em 2020 atuou no filme Alice & Só e voltou à televisão participando do reality show Dança dos Famosos, sendo a primeira eliminada da competição. Em 2021, se dedicou ao cinema. Atuou no filme de comédia Missão Cupido, em uma participação especial como Dona Marlene. Também esteve no drama independente Valentina, onde ela interpretou a técnica de enfermagem Márcia, que vive os dramas sociais ao lado de sua filha transexual Valentina, interpretada por Thiessa Woinbackk. Ao lado de Rafael Vitti e Orã Figueiredo, estrelou o filme Júpiter, lançado na HBO Max em 2022.

## Vida pessoal
Nascida em Curitiba, é filha do jornalista e advogado Ronald Sanson Stresser com Diva Maria Farracha Labatut. Stresser também é bisneta do maestro Augusto Stresser, autor da Ópera Sidéria, primeira ópera paranaense e neta do jornalista Adherbal Stresser. Ficou por 15 anos casada com o músico André Paixão.

### Problemas de saúde
Em 2022, Guta foi diagnosticada com esclerose múltipla, doença que afeta os neurônios. Em publicação em suas redes sociais, Guta revelou que, antes do diagnóstico, já esquecia palavras básicas, como copo e cadeira. Stresser ainda disse que sentia formigamentos nos pés e que foi ao médico após uma queda na sala de sua casa. Declarou que várias vezes engravidar por meio de inseminação artificial sem sucesso, algo que atrapalhou suas finanças - "“Tentei várias vezes, mas não deu certo, e você não recebe o seu dinheiro de volta” - junto do tratamento da esclerose, levando a um despejo em 2023.

## Filmografia

### Televisão
| Ano     | Programa                    | Papel                              | Nota                          |
| ------- | --------------------------- | ---------------------------------- | ----------------------------- |
| 2001–14 | A Grande Família            | Maria Isabel Silva Carrara (Bebel) | Temporadas 1-14               |
| 2015    | Amorteamo                   | Cândida Vieira                     |                               |
| 2015–16 | Mister Brau                 | Maria Augusta                      | Temporadas 1–2                |
| 2018–19 | Malhação: Vidas Brasileiras | Rosália da Paz                     | Temporada 26                  |
| 2020    | Dança dos Famosos           | Participante                       | Temporada 17                  |
| 2025    | Show 60 Anos                | Maria Isabel Silva Carrara (Bebel) | Especial dos 60 Anos da Globo |

### Cinema
| Ano  | Filme                                | Papel                                 | Nota             |
| ---- | ------------------------------------ | ------------------------------------- | ---------------- |
| 2001 | A Partilha                           | Célia                                 |                  |
| 2001 | Bellini e a Esfinge                  | Stripper                              |                  |
| 2001 | Do Tempo que Eu Comia Pipoca         | Clara                                 | Curta-metragem   |
| 2002 | Metade Sexo, Metade Mussarela        | Adelina                               |                  |
| 2004 | Nina                                 | Nina                                  |                  |
| 2004 | Redentor                             | Flávia                                |                  |
| 2006 | Balada das Duas Mocinhas de Botafogo | Marília                               | Curta-metragem   |
| 2007 | A Grande Família - O Filme           | Maria Isabel da Silva Carrara (Bebel) |                  |
| 2008 | Sexo Virtual                         | Neuma                                 | Curta-metragem   |
| 2008 | Vingança                             | Raquel                                |                  |
| 2015 | Tudo Que Deus Criou                  | Ângela                                |                  |
| 2015 | O Tempo Feliz que Passou             | Graça                                 |                  |
| 2017 | Ninguém Entra, Ninguém Sai           | Francisca                             |                  |
| 2018 | Antes que eu me Esqueça              | Joelma                                |                  |
| 2019 | Bois, Raposas & Crocodilos           | Patrícia                              |                  |
| 2020 | Alice & Só                           | Desconhecido                          |                  |
| 2021 | Missão Cupido                        | Dona Marlene                          |                  |
| 2021 | Valentina                            | Márcia                                |                  |
| 2022 | Júpiter                              | Teresa                                | Original HBO Max |

## Teatro
- 1992 - O Vampiro e a Polaquinha (Direção: Ademar Guerra)[40]
- 2004 - Mais Uma Vez Amor (Direção: Ernesto Piccolo)[10]
- 2005 - De Como a Jovem Atriz Rita Formiga, Minha Amiga e Vizinha, Ocupa Meu Telefone Todos os Dias de Quatro a Seis da Tarde, Que É Justamente o Meu Horário Predileto de Escrever (Direção: Domingos de Oliveira)[2]

## Prêmios e indicações
| Ano  | Prêmio                                     | Categoria                        | Nomeações                    | Resultado |
| ---- | ------------------------------------------ | -------------------------------- | ---------------------------- | --------- |
| 1992 | Troféu Gralha Azul                         | Melhor Atriz Revelação           | O Vampiro e a Polaquinha     | Indicado  |
| 1997 | Prêmio Shell                               | Melhor Atriz                     | O Casamento                  | Indicado  |
| 1999 | Prêmio Shell                               | Melhor Atriz                     | Tudo no Timing               | Indicado  |
| 2002 | Prêmio Contigo! de TV                      | Melhor Atriz Coadjuvante         | A Grande Família             | Indicado  |
| 2004 | Prêmio Shell                               | Melhor Atriz                     | Mais Uma Vez Amor            | Indicado  |
| 2005 | Prêmio Guarani de Cinema Brasileiro        | Melhor Atriz                     | Nina                         | Venceu    |
| 2005 | Prêmio ACIE de Cinema                      | Melhor Atriz                     | Nina                         | Indicado  |
| 2009 | Video Music Brasil Awards                  | Melhor Video Clipe               | "Eu Que Não Estou Mais Aqui" | Indicado  |
| 2010 | Prêmio Qualidade Brasil                    | Melhor Atriz em Série de Comédia | A Grande Família             | Indicado  |
| 2019 | Festival Internacional de Cinema de Jaipur | Melhor Atriz                     | Antes que Eu me Esqueça      | Venceu    |
| 2021 | Festival Sesc Melhores Filmes              | Melhor Atriz Nacional            | Alice & Só                   | Indicado  |
| 2022 | Festival Sesc Melhores Filmes              | Melhor Atriz Nacional            | Valentina                    | Indicado  |
| 2022 | Festival Sesc Melhores Filmes              | Melhor Atriz Nacional            | Júpiter                      | Indicado  |